# بهار (اثر پیر آگوست کوت)
بهار (انگلیسی: Springtime؛ فرانسوی: Le Printemps‎) تابلویی رنگ روغن روی بوم از هنرمند فرانسوی، پیر آگوست کوت است که در سال ۱۸۷۳ کشیده شده. این اثر در مجموعه موزه هنر متروپولیتن در نیویورک نگهداری می‌شود.
توصیف
تابلوی بهار در سال ۱۸۷۳ توسط کوت نقاشی شد. این نقاشی نخستین بار در نمایشگاه سالن پاریس همان سال به نمایش درآمد و مورد استقبال فراوان قرار گرفت؛ اثری که بعدها به موفق‌ترین کار کوت تبدیل شد و نسخه‌های متعددی از آن در رسانه‌های دیگر تهیه شد.
در خود نقاشی، اثری عاشقانه و شاعرانه به چشم می‌خورد: زوجی جوان در حالی که در آغوش یکدیگر هستند، روی تاب میان جنگل یا باغی نشسته‌اند. هر دو لباس‌هایی با سبک کلاسیک به تن دارند و غرق در شیفتگی نسبت به یکدیگر هستند؛ به‌گونه‌ای که یکی از منابع آن‌ها را «مست از عشق نخستین» توصیف کرده است.